# ルグロリュー
ルグロリュー (Le Glorieux) は、イギリスで生産されたサラブレッドの競走馬。フランスを拠点にドイツ・アメリカ・日本・オーストラリアで走り、19戦6勝の成績を挙げた。1987年の第7回ジャパンカップ優勝馬。
ジャパンカップにはサジード（Sadjiyd。フランス）の参加辞退による代替で選出され出走した。道中では逃げを打とうとするレジェンドテイオーを抑えて逃げたムーンマッドネスの2番手に付けた。最後の直線残り200メートルあまりで先頭に立ち、サウスジェット、ダイナアクトレスらの追い込みを抑えて、当時の日本レコードタイムで勝利した。
引退後はフランスのメズレー牧場で種牡馬となり、種牡馬引退後は馬主が所有するロジサンジェルマン牧場で2010年に死亡するまで余生を送った。平地競走の種牡馬としてはG2勝ち馬を1頭出すにとどまったが、障害競走ではワールドハードル4連覇など、イギリスハードルG1を9勝したビッグバックス (Big Buck's) の母の父としてその名を残した。

## 戦績
※馬齢表記は現在の馬齢表記に換算する。
- 2歳時（1986年）：7戦1勝[5]
- 3歳時（1987年）：11戦5勝[5]
  - おもな勝ち鞍…シュタイゲンバーガー・ホテル大賞（ドイツ・G3）[5]、ヘルティー国際大賞（ドイツ・G2）、ベルリン大賞（ドイツ・G1）、ワシントンDCインターナショナル（アメリカ合衆国・G1）、ジャパンカップ（日本・GI[6]）。ほかオイロパ賞、マンノウォーステークスで2着。
- 4歳時（1988年）：1戦0勝

## 血統表
| ルグロリューの血統ヘイルトゥリーズン系 / Variete (Vanille) 5×5=6.25% | ルグロリューの血統ヘイルトゥリーズン系 / Variete (Vanille) 5×5=6.25% | ルグロリューの血統ヘイルトゥリーズン系 / Variete (Vanille) 5×5=6.25% | （血統表の出典）       | （血統表の出典） |
| 父 Cure the Blues 1978 鹿毛                                          | 父の父Stop the Music 1970 鹿毛                                       | Hail to Reason                                                       | Turn-to                | Turn-to          |
| 父 Cure the Blues 1978 鹿毛                                          | 父の父Stop the Music 1970 鹿毛                                       | Hail to Reason                                                       | Northirdchance         |                  |
| 父 Cure the Blues 1978 鹿毛                                          | 父の父Stop the Music 1970 鹿毛                                       | Babopper                                                             | Tom Fool               | Tom Fool         |
| 父 Cure the Blues 1978 鹿毛                                          | 父の父Stop the Music 1970 鹿毛                                       | Babopper                                                             | Bebop                  |                  |
| 父 Cure the Blues 1978 鹿毛                                          | 父の母Quick Cure 1971 栗毛                                           | Dr. Fager                                                            | Rough'n Tumble         | Rough'n Tumble   |
| 父 Cure the Blues 1978 鹿毛                                          | 父の母Quick Cure 1971 栗毛                                           | Dr. Fager                                                            | Aspidistra             |                  |
| 父 Cure the Blues 1978 鹿毛                                          | 父の母Quick Cure 1971 栗毛                                           | Speedwell                                                            | Bold Ruler             | Bold Ruler       |
| 父 Cure the Blues 1978 鹿毛                                          | 父の母Quick Cure 1971 栗毛                                           | Speedwell                                                            | Imperatrice            |                  |
| 母 La Mirande 1972 鹿毛                                              | 母の父Le Fabuleux 1961 栗毛                                          | Wild Risk                                                            | Rialto                 | Rialto           |
| 母 La Mirande 1972 鹿毛                                              | 母の父Le Fabuleux 1961 栗毛                                          | Wild Risk                                                            | Wild Violet            |                  |
| 母 La Mirande 1972 鹿毛                                              | 母の父Le Fabuleux 1961 栗毛                                          | Anguar                                                               | Verso                  | Verso            |
| 母 La Mirande 1972 鹿毛                                              | 母の父Le Fabuleux 1961 栗毛                                          | Anguar                                                               | La Rochelle            |                  |
| 母 La Mirande 1972 鹿毛                                              | 母の母La Magnanarelle 1961 鹿毛                                      | Herbager                                                             | Vandale                | Vandale          |
| 母 La Mirande 1972 鹿毛                                              | 母の母La Magnanarelle 1961 鹿毛                                      | Herbager                                                             | Flagette               |                  |
| 母 La Mirande 1972 鹿毛                                              | 母の母La Magnanarelle 1961 鹿毛                                      | La Malaguena                                                         | Migoli                 | Migoli           |
| 母 La Mirande 1972 鹿毛                                              | 母の母La Magnanarelle 1961 鹿毛                                      | La Malaguena                                                         | La Mirambule F-No.11-d |                  |